# Pelastoneurus inopinatus
Pelastoneurus inopinatus är en tvåvingeart som beskrevs av Octave Parent 1934. Pelastoneurus inopinatus ingår i släktet Pelastoneurus och familjen styltflugor. Inga underarter finns listade i Catalogue of Life.